# Otterthal
Otterthal ist eine Gemeinde mit 537 Einwohnern (Stand 1. Jänner 2025) im Bezirk Neunkirchen in Niederösterreich.

## Geografie

Otterthal (links oben) um 1873 (Aufnahmeblatt der Landesaufnahme)

Otterthal liegt im Industrieviertel in Niederösterreich. Die Gemeinde wird vom Otterbach durchflossen, welcher drei Kilometer südöstlich bei Kirchberg am Wechsel in die Feistritz mündet. Der tiefste Punkt der Gemeinde im Südosten liegt 600 Meter über dem Meer. Der höchste Punkt ist der Große Otter mit 1356 Meter. Die Fläche der Gemeinde umfasst 6,18 Quadratkilometer. 63 Prozent der Fläche sind bewaldet, dreißig Prozent werden landwirtschaftlich genutzt.

### Gemeindegliederung
Es gibt nur eine Katastralgemeinde Otterthal.

### Nachbargemeinden
Die Nachbargemeinden sind im Norden Raach am Hochgebirge, im Osten und Süden Kirchberg am Wechsel und im Westen Trattenbach.
|             | Raach am Hochgebirge                        |                      |
| Trattenbach | Kompassrose, die auf Nachbargemeinden zeigt |                      |
|             |                                             | Kirchberg am Wechsel |

## Geschichte
Im Altertum war das Gebiet Teil der Provinz Noricum.
Erstmals urkundlich erwähnt wird Oder (Otter) um 1150. Von 1416 stammt die Bezeichnung „das derffl im Odertal“.
Im Jahr 1923 wird Otterthal eine eigenständige Gemeinde.
Mit der NÖ. Kommunalstrukturverbesserung wurden zum 1. Jänner 1971 die Gemeinden Raach am Hochgebirge und Trattenbach zu Otterthal eingemeindet. Am 1. Jänner 1985 wurden diese beiden Gemeinden wieder selbstständig. Grund war ein Erkenntnis des Verfassungsgerichtshofs.

### Religion
Nach den Daten der Volkszählung 2001 sind 93,3 % der Einwohner römisch-katholisch und 1,1 % evangelisch. 1,8 % sind Muslime, 0,5 % gehören orthodoxen Kirchen an. 3,2 % der Bevölkerung haben kein religiöses Bekenntnis.

### Bevölkerungsentwicklung

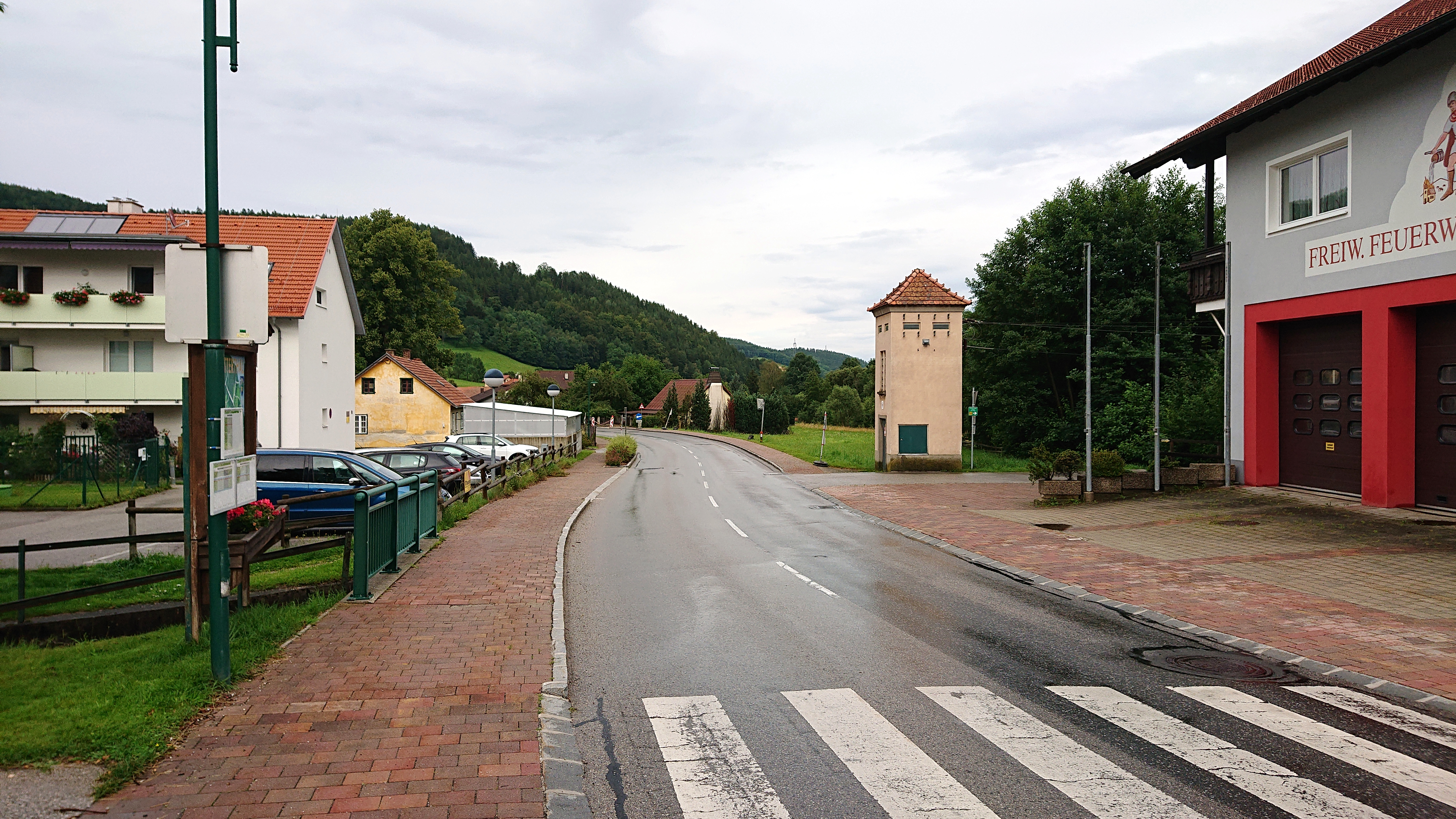
Ortsdurchfahrt von Otterthal

| Otterthal: Einwohnerzahlen von 1869 bis 2025        | Otterthal: Einwohnerzahlen von 1869 bis 2025 | Otterthal: Einwohnerzahlen von 1869 bis 2025 | Otterthal: Einwohnerzahlen von 1869 bis 2025 | Otterthal: Einwohnerzahlen von 1869 bis 2025 |
| --------------------------------------------------- | -------------------------------------------- | -------------------------------------------- | -------------------------------------------- | -------------------------------------------- |
| Jahr                                                |                                              |                                              |                                              | Einwohner                                    |
| 1869                                                | 1869                                         |                                              | 363                                          | 363                                          |
| 1880                                                | 1880                                         |                                              | 360                                          | 360                                          |
| 1890                                                | 1890                                         |                                              | 334                                          | 334                                          |
| 1900                                                | 1900                                         |                                              | 378                                          | 378                                          |
| 1910                                                | 1910                                         |                                              | 402                                          | 402                                          |
| 1923                                                | 1923                                         |                                              | 424                                          | 424                                          |
| 1934                                                | 1934                                         |                                              | 410                                          | 410                                          |
| 1939                                                | 1939                                         |                                              | 387                                          | 387                                          |
| 1951                                                | 1951                                         |                                              | 407                                          | 407                                          |
| 1961                                                | 1961                                         |                                              | 416                                          | 416                                          |
| 1971                                                | 1971                                         |                                              | 453                                          | 453                                          |
| 1981                                                | 1981                                         |                                              | 526                                          | 526                                          |
| 1991                                                | 1991                                         |                                              | 628                                          | 628                                          |
| 2001                                                | 2001                                         |                                              | 563                                          | 563                                          |
| 2011                                                | 2011                                         |                                              | 577                                          | 577                                          |
| 2021                                                | 2021                                         |                                              | 572                                          | 572                                          |
| 2025                                                | 2025                                         |                                              | 537                                          | 537                                          |
| Quelle(n): Statistik Austria, Gebietsstand 1.1.2021 |                                              |                                              |                                              |                                              |

## Kultur und Sehenswürdigkeiten
Es gibt keine denkmalgeschützten Objekte in Otterthal.

## Wirtschaft und Infrastruktur
Nichtlandwirtschaftliche Arbeitsstätten gab es im Jahr 2001 14, land- und forstwirtschaftliche Betriebe nach der Erhebung 1999 25. Die Zahl der Erwerbstätigen am Wohnort betrug nach der Volkszählung 2001 266. Die Erwerbsquote lag 2001 bei 48,31 Prozent.

### Wirtschaftssektoren
Von den 23 landwirtschaftlichen Betrieben des Jahres 2010 wurden neun im Haupt- und 14 im Nebenerwerb geführt. Die Haupterwerbsbauern bewirtschafteten fast zwei Drittel der Flächen. Im Produktionssektor arbeiteten dreißig Erwerbstätige im Baugewerbe und zehn im Bereich Warenherstellung. Die wichtigsten Arbeitgeber des Dienstleistungssektors waren die Bereiche soziale und öffentliche Dienste mit zwölf und der Handel mit sechs Mitarbeitern.
| Wirtschaftssektor            | Anzahl Betriebe | Anzahl Betriebe | Erwerbstätige | Erwerbstätige |
| Wirtschaftssektor            | 2011            | 2001            | 2011          | 2001          |
| ---------------------------- | --------------- | --------------- | ------------- | ------------- |
| Land- und Forstwirtschaft 1) | 23              | 25              | 14            | 13            |
| Produktion                   | 6               | 3               | 40            | 11            |
| Dienstleistung               | 22              | 11              | 35            | 35            |

1) Betriebe mit Fläche in den Jahren 2010 und 1999

### Arbeitsmarkt, Pendeln
Im Jahr 2011 lebten 303 Erwerbstätige in Otterthal. Davon arbeiteten 51 in der Gemeinde, mehr als achtzig Prozent pendelten aus.

### Bildung

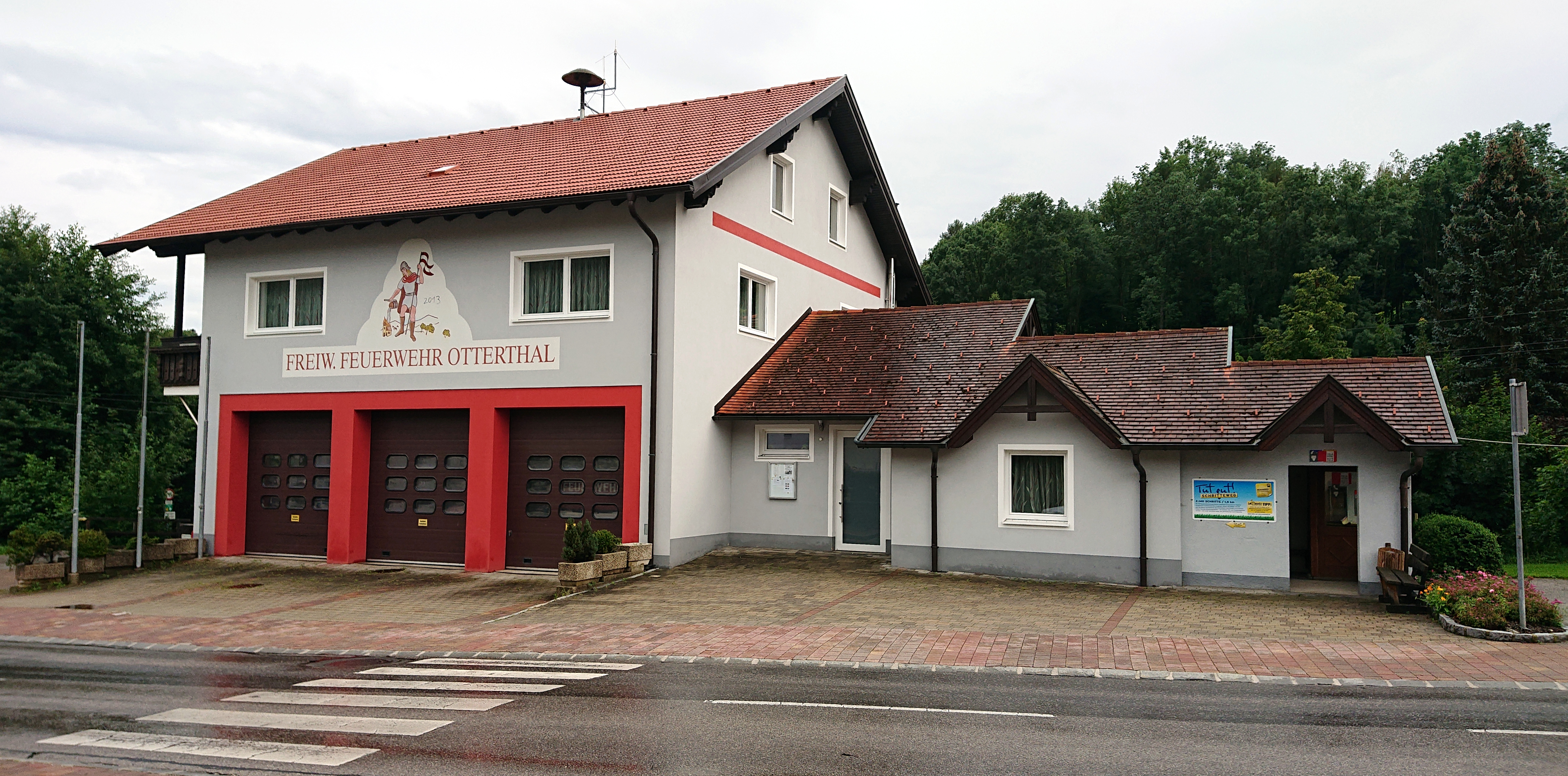
Feuerwehrhaus Otterthal

- Volksschule Otterthal

### Sicherheit
- Freiwillige Feuerwehr Otterthal

## Politik

### Gemeinderat
Der Gemeinderat hat 15 Mitglieder.
| - Mit den Gemeinderatswahlen in Niederösterreich 1990 hatte der Gemeinderat folgende Verteilung: 8 SPÖ, 6 ÖVP und 1 Sonstige. - Mit den Gemeinderatswahlen in Niederösterreich 1995 hatte der Gemeinderat folgende Verteilung: 8 SPÖ und 7 ÖVP. - Mit den Gemeinderatswahlen in Niederösterreich 2000 hatte der Gemeinderat folgende Verteilung: 8 SPÖ, 4 ÖVP und 3 Unabhängige Bürgerliste für Otterthal. - Mit den Gemeinderatswahlen in Niederösterreich 2005 hatte der Gemeinderat folgende Verteilung: 6 SPÖ, 6 ÖVP und 3 Unabhängige Bürgerliste für Otterthal. - Mit den Gemeinderatswahlen in Niederösterreich 2010 hatte der Gemeinderat folgende Verteilung: 10 ÖVP und 5 SPÖ. - Mit den Gemeinderatswahlen in Niederösterreich 2015 hatte der Gemeinderat folgende Verteilung: 10 ÖVP und 5 SPÖ. - Mit den Gemeinderatswahlen in Niederösterreich 2020 hatte der Gemeinderat folgende Verteilung: 9 ÖVP und 6 SPÖ. - Mit den Gemeinderatswahlen in Niederösterreich 2025 hat der Gemeinderat folgende Verteilung: 9 ÖVP und 6 SPÖ. | Die zur Anzeige dieser Grafik verwendete Erweiterung wurde dauerhaft deaktiviert. Wir arbeiten aktuell daran, diese und weitere betroffene Grafiken auf ein neues Format umzustellen. (Mehr dazu) |

### Bürgermeister
- bis 2005 Karl Höfer (SPÖ)[16]
- seit 2005 Karl Mayerhofer (ÖVP)[17]

## Persönlichkeiten
- Ludwig Wittgenstein (* 1889 Wien; † 1951 Cambridge), 1925/26 Volksschullehrer in Otterthal